# Напрудное (Москва)
Напру́дное (Напрудское), Напрудная слобода — бывшее великокняжеское село (вотчина), располагавшееся на севере ЦАО г. Москвы (в районе Трифоновской улицы).
В литературе также упоминается как слобода Напрудная.

## История
Своё название село возможно получило из-за находящегося рядом проточного пруда (сегодня засыпанного) на реке Напрудной, притоке Неглинной.
В первой половине XIV столетия село находилось «у города», который тогда едва ли выходил за границы нынешнего Бульварного кольца. И, скорее всего, центр села находился ближе к югу — вероятно, в районе нынешней Гостиницы ЦДСА, где раньше стояла церковь Иоанна Воина на Божедомке, а в XVII веке располагался «государев зелёной двор».
Как слобода упоминается ещё в духовной грамоте великого князя московского Ивана Калиты в 1339 году, который отписал её своему сыну Семёну (Симеону Гордому).

.. , да селцо Напрудное (Захарьины, как видно, писались прежде Яковля, а после стали писатся Романовы, от которых пресветлейший род Романовых счастливо воцарствующих, государей российских, происходит, и видно, что их предки знатны вотчины имели, ибо Напрудная слобода ныне внутре Москвы.)— Часть текста и примечания переписчика по тексту к «Духовная царя и Великаго князя Иоанна Васильевича, самодержца всероссийскаго, июнь — август 1572 года.»
Широко известно благодаря нахождению Церкви Трифона в Напрудном (Трифона Мученика) и Лазаревского кладбища.

## Жители
Всё мещанское, древнее посадское сословие Москвы было распределено по старым слободам, в том числе и в Напрудной. Также в ней проживал московский иконописец Никита Антипин.